# Tomogashima
Tomogashima (jap. 友ヶ島) ist eine japanische unbewohnte Inselgruppe in der Seto-Inlandsee.

## Geografie
Die Inselgruppe liegt in der Meerenge der Kitan-Straße die auch Tomogashima-Kanal genannt wird zwischen der Insel Awaji und Kii-Halbinsel von Honshū. Sie bildet die Grenze zwischen der Bucht von Ōsaka im Norden und dem Kii-Kanal im Süden.
Die Inselgruppe besteht von West nach Ost aus folgenden vier Inseln:
| Name                                        | japanisch | Übersetzung        | Fläche [km²] | Höhe [m] | Koordinaten                    |
| ------------------------------------------- | --------- | ------------------ | ------------ | -------- | ------------------------------ |
| Okinoshima                                  | 沖ノ島    | ‚abgelegene Insel‘ | 1,33         | 119,7    | 34° 16′ 57″ N, 135° 0′ 47″ O   |
| Kamishima                                   | 神島      | ‚Götterinsel‘      | —            | 31,0     | 34° 17′ 20″ N, 135° 0′ 49,5″ O |
| Torashima                                   | 虎島      | ‚Tigerinsel‘       | —            | 49,0     | 34° 17′ 33″ N, 135° 1′ 34″ O   |
| Jinoshima                                   | 地ノ島    | ‚Bodeninsel‘       | 1,08         | 93,3     | 34° 17′ 43″ N, 135° 2′ 48″ O   |
| Karte mit allen Koordinaten: OSM \| WikiMap |           |                    |              |          |                                |

Okinoshima und Torashima sind über eine Tombolo miteinander verbunden, die bei Ebbe überquert werden kann.
Geologisch bestehen die Inseln aus Sandstein und sind durch 20 bis 50 m hohe Klippen geprägt ausgenommen die Nordseite an der Bucht von Nanoura (野奈浦) von Okinoshima. Die mit rund 120 m höchste Erhebung ist der Kōnosu-yama (コウノ巣山) auf Okinoshima.
Administrativ gehören die Inseln zum Ortsteil Kada der Gemeinde Wakayama.

## Religiöse Bedeutung
Kamishima hieß ursprünglich Awa-shima (淡嶋) und soll ursprünglicher Sitz des Awashima-Schreins gewesen sein, der dann zur Zeit von Kaiser Nintoku im 4. Jahrhundert zur besseren Erreichbarkeit nach Kada auf die Kii-Halbinsel verlegt wurde. Nach der im Kojiki beschriebenen mythologischen Genesis der japanischen Inseln rammten die Urgötter Izanagi und Izanami ihre himmlische Juwelenlanze in das Meer und beim Herausziehen tropfte von deren Spitze Salz ab, das wiederum das erste Land bildete. Diese Onogoro genannte Insel wird unter anderem mit Kamishima identifiziert.
Die Inseln besitzen zudem eine Bedeutung als Pilgerort für den Shugendō-Bergasketenkult, wo sie die erste von 28 Pilgerstätten der Katsuragi-Shugendō-Richtung sind. Bereist werden dabei fünf Orte: der Teich Shinja-ike (深蛇池) und der Ort Akai (閼伽井) auf Okinoshima, die Höhlen Kannen-tsuku (観念窟) und Johin-tsuku (序品窟) auf Torashima und der Teich Tsurugu-ike (剣池) auf Kamishima. Heutzutage pilgern die Mitglieder des Shōgo-in-Tempels der Honzan-Richtung alljährlich im April zur Insel.

## Geschichte
1854 wurde die Insel vom Shogunat dem Lehen Kishū übertragen. Nach dem Sturz des Shogunats wurden die Inseln 1888 militärisches Sperrgebiet und blieben dies bis zum Ende des Zweiten Weltkriegs. Sie waren auf Grund ihrer Lage zur Bucht von Osaka wichtiger Teil der japanischen Küstenverteidigung und auch heute finden sich auf Okinoshima noch die Überreste von Militärgebäuden, wie sechs Geschützbatterien, eine Sonarstation, ein Munitionslager, ein Pferdestall, die Offiziersunterkunft und ein Toilettengebäude.

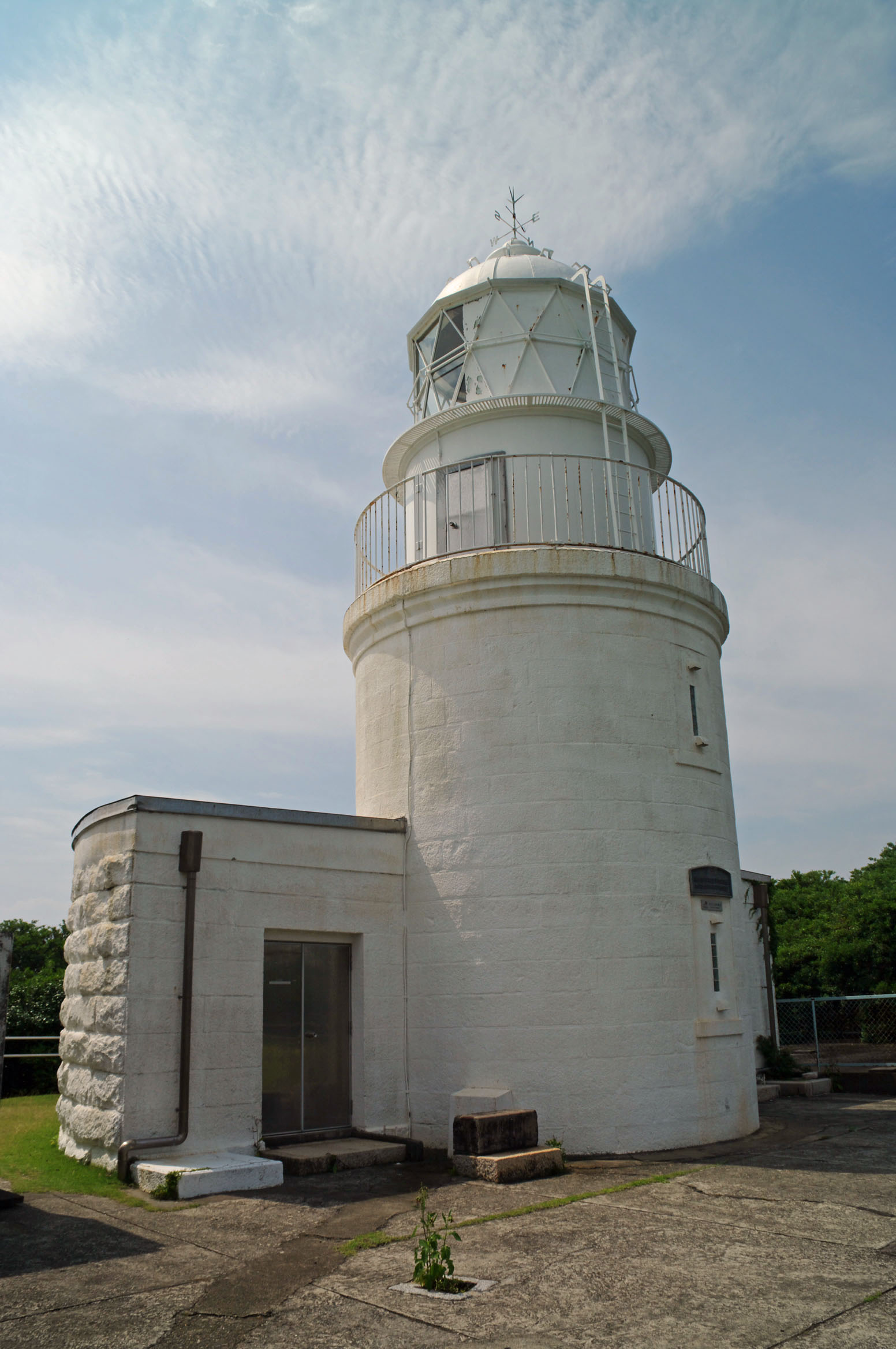
Leuchtturm Tomogashima

1872 ließ der „Vater der japanischen Leuchttürme“ Richard Henry Brunton einen Leuchtturm errichten, der fast exakt auf dem 139. Längengrad steht und nach Modernisierungen auch heute noch betrieben wird.
1949 wurden die Inseln Teil des Setonaikai-Nationalparks und dienen heute wegen ihrer unberührten Natur und den Militärgebäuden als Tourismusort.

## Darstellung in der Kunst
Vom bedeutenden Maler Kanō Tan’yū stammt eine bemalte Rolle aus dem Jahr 1661, die heute im Shōgo-in hängt. Daneben besitzt des British Museum eine nicht namentlich signierte bemalte Handrolle deren Vorwort auf 1798 datiert ist, stilistisch den Werken Tani Bunchōs ähnelt und vermutlich von einem Hofmaler von Kishū stammt.